# Albert Friedrich Mellemann

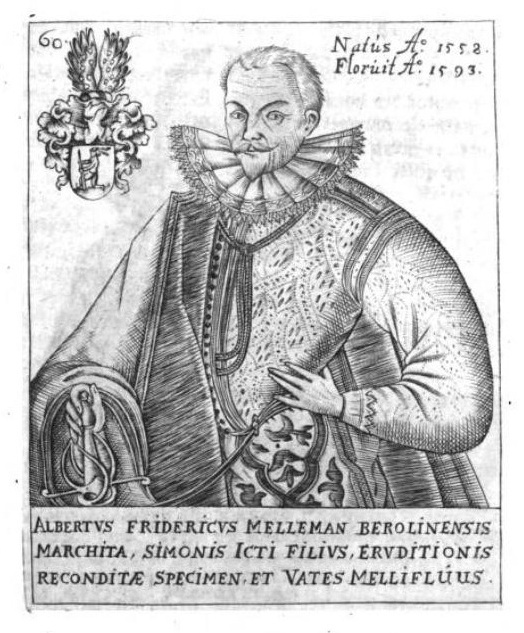
Bildnis Albert Friedrich Mellemann nach Martin Friedrich Seidels Bilder-Sammlung

Albert Friedrich Mellemann (* 1558 in Berlin) war ein deutscher Gelehrter und Dichter. 

## Leben
Albert Friedrich war ein Sohn des kurfürstlichen Rates Simon Mellemann (1520–1588) und dessen Ehefrau Eva, einer Schwester des Juristen an der Rostocker Universität und späteren Hamburger Stadtsyndikus Adam Tratziger (1523–1584). Er besuchte die Schule in Stettin und studierte an der Brandenburgischen Universität Frankfurt. Danach begab er sich auf Bildungsreise durch Deutschland, Italien, England und Frankreich.
Er versuchte mit seinen Dichtungen die Gunst des brandenburgischen Kurfürsten zu erringen, ging jedoch bald in einer Erbschaftsangelegenheit zu Verwandten nach Holstein. Sein Todesdatum ist bisher nicht bestimmt; das Seidelsche Porträt nennt die Jahreszahl 1593.